# Harpotanais kirkegaardi
Harpotanais kirkegaardi är en kräftdjursart som beskrevs av Wolff 1956. Harpotanais kirkegaardi ingår i släktet Harpotanais och familjen Neotanaidae. Inga underarter finns listade i Catalogue of Life.